# 榆林和平解放
在中華民國大陸時期第二次国共内战的1948年春至1949年6月1日期間，駐守陕西省榆林的中華民國國軍歷經孤城困守最終向中國共產黨投降。中共方面稱之為榆林和平解放。

## 背景
榆林地区长期为国民革命军第二十二军控制。
1946年6月，第二次國共內戰全面爆发，西北局於1946年10月23日发动了横山起义。1946年11月，中國共產黨鉴于已攻佔了榆林、横山县的大部地区，西北局决定组建榆横特委，新建榆横保安分处，绥德保安处处长薛克明兼任榆横保安分处处长。
1947年夏、秋西北野战军两次围攻榆林未成，西北局打算勸說第二十二军主動投降。1947年12月西北局撤销中共榆（林）横（山）特委，成立中共榆林工作委员会。
至1949年初，榆林前线的解放军为榆林军分区：
- 司令员吴岱峰
- 政委朱侠夫兼
- 副司令员王心瑀
- 参谋长王瑛
- 政治部主任武文斌
- 第39团
- 第40团

作战部队2个团2,000人。正参加太原战役的绥德军分区的警备二旅、伊克昭盟军分区部队骑兵团可驰援。三边军分区所属部队，绥德军分区各县政府所属警卫公安队，佳县、横山、镇川等地武工队可配合作战。
1949年初，榆林守军为第二十二军辖第86师：
- 军长左世允（左协中）
- 第86师
  - 师长徐之佳（浙江省江山县峡口镇王村村人，毕业于日本陆士，任黄埔军校上尉炮科教官。为戴笠同乡，与毛人凤有亲戚关系。兼任第二十二军副军长、军统榆林站负责人）
  - 副师长张云衢
  - 第256团：团长黄镇威。防守城西方向。1947年、1948年在高家堡、神木县活鸡兔与解放军交战多次，被歼部分连营，代团长李含芳被俘，兵员未能补充复原，战斗能力甚差。
  - 第257团：团长高凌云。为主力团，兵员多，黄埔军校生多，武器优良，战斗力较强。防守城东方向。
  - 第258团：团长董正谊。防守城北方向。

驻榆守军花名册在编官兵名单多达万余人，除却吃空名额的和逃散的以外，仅有四千人，且每日都有三五成群潜逃成为散兵游勇的逃兵。整个部队情绪沮丧，无心战斗。

## 经过
从1948年5月至1949年春，榆林军分区第39团、第40团及三边军分区等地方部队，多次开展扫清外围的战斗，攻佔了榆林城以南的刘千河、古塔、刘官寨、余兴庄等地，迫使守军困缩榆林城。
1948年9月，邓宝珊离开榆林赴北平任华北剿总副总司令，他以此名义在包头设立华北剿总副总司令公署，将驻守榆林的其嫡系亲信武装新十一旅（旅长于浚都）和第八十六师一个营调包头，并将其晋陕绥边区警备总司令部（总司令邓宝珊，参谋长俞方皋）直属的骑兵团、炮兵营、骆驼队等陆续调往绥西；榆林地区完全由第二十二军军长左协中控制。同时胡宗南将其驻榆林的第83旅空运太原；协防榆林的马鸿逵也将保安第二纵队两个团撤回宁夏。至此，榆林守军完全陷于孤立无援之地。
1948年冬，榆林工委成立公开的外围群众组织“榆林和平促进会”，派他們宣传共产党的政策、传播解放军獲勝的消息，散发、张贴《告榆林同胞书》《促进榆林和平解放宣言》，策动群众参加“反饥饿、反内战”等游行示威，并呼籲榆林守军投降。
1949年1月14日拂晓，郭振华部和第八十六师二五六团二营宋文耀部的207人被榆林军分区部队消滅於耳林滩，只有郭等少数人逃走。
1949年1月31日北平和平解放。2月25日，榆林地委及榆林工委派罗明与田子亨分头接触国军中上层军官和部分政教人员。3月西北局决定进一步向驻榆国军施加压力，对榆城东南炭窑和飞机场实施武装封锁，中断驻榆国军唯一的军饷来源。同时榆林工委发动所有驻榆国军家属、亲戚、朋友，勸說國軍士兵早日投降。
1949年4月上旬，西北局、西北军区派罗明率田子亨等人四进榆林城，要求第二十二军谈判。
1949年4月下旬，驻榆守军组成以第二十二军参谋长张之因为团长的谈判代表团，表示愿意接受中国共产党方面提出的八项和平条件，向中國共產黨投降，并改编为中國人民解放军。5月2日第二十二军代表团随罗明南下镇川。5月6日西北局书记、西北军区政委习仲勋在延安接见了第二十二军代表团。西北局组成以西北军区参谋长张经武为团长，陕甘宁边区后方委员会委员曹力如为副团长，边区政府公安厅副厅长李启明及榆林专区专员、榆林工委书记朱侠夫、榆林工委委员罗明为成员的代表团，于5月10日同第二十二军代表团正式开始会谈。5月15日，左协中电告张之因停止谈判。后双方代表团又商定在榆林进行谈判。5月22日西北局、西北军区谈判代表曹力如、朱侠夫、罗明与第二十二军谈判代表张之因等人一同乘车到榆林。5月24日参加太原战役的西北军区警备第二旅回师镇川，5月25日警二旅与榆林前线的军分区部队在城外会师，至此围城的解放军已达8,000余人。5月27日，以曹力如、朱侠夫、罗明为代表和工作人员张汉武、田子亨等的西北军区代表团和左协中、张之因、高凌云、鱼勃然、张博学）等为代表的第二十二军代表团，在榆林城正式开始谈判。5月29日上午雙方达成了《榆林局部和谈协议》。西北军区全权代表曹力如、国民党第二十二军全权代表左协中在协议书上签了字。根据协议，第二十二军（军直属队及八十六师所属之二五六、二五七、二五八三个团）共四千余人改编为中國人民解放军西北军区独立第二师；由中國人民解放军西北军区派出委员三人、二十二军派出委员二人组织整编委员会，并以张达志为主任，高凌云为副主任，在西北军区领导下进行改编工作；中華民國政府陕西省第二区行政督察专员公署所属各级行政机关以及榆林城内外所有原属中華民國政府中央和省的系统的各机关企业、仓库、银行、邮电机关、报馆、学校、文化机关等，均由中國人民解放军西北军区所委派的榆林军事管制委员会接收。原中華民國政府所组织的地方团队亦由中國人民解放军榆林军分区改编处理。。
1949年6月1日农历端午节，榆林守军第二十二军正式宣布向中共投降。6月1日上午10时，中国人民解放军入城。

## 战后影响
1949年6月2日，中国人民解放军西北军区榆林军事管制委员会成立，并发出第一号布告：

奉中国人民解放军西北军区电令：原榆林之二十二军参加人民解放军，进行民主改编，榆林已经解放，为保障全体人民生命财产，维护社会安定，确定革命秩序，决定在榆林解放初期实行军事管制，成立中国人民解放军西北军区榆林军事管制委员会为榆林军事管制时期的最高权力机关，统一军事、政治、经济等管理事宜。

任命曹力如、吴岱峰、朱侠夫、张博学、罗明、刘兰亭、武文斌、黄镇威、白伟章、李志洁、马济堂等11人为军事管制委员会委员，并以曹力如为该会主任，吴岱峰、朱侠夫、张博学为该会副主任。

本会即于6月2日成立，决遵照中国共产党所制定的城市政策，及中国人民解放军约法八章，实行军事管制，特此布告周知。

1949年6月2日，榆林市人民政府成立，罗明、李志洁任正副市长，并发表榆字第一号布告：

　　“奉陕甘宁边区人民政府命令：‘兹决定榆林城及城郊为榆林市，成立榆林市人民政府，归榆林分区管辖，并任命罗明为市长，李志洁为副市长’。遵于即日到职视事，仰全体人民一体周知。”

1949年6月5日《榆林报》创刊，在头版头条刊登《塞上名城 榆林解放》的消息。
1949年6月6日，《人民日报》和国内各大报刊在头版头条刊登了榆林不戰而降的消息。毛澤東、朱德复电嘉獎左协中等投降的电文：

　左协中将军及前国民党第22军全体官兵们：

接读通电，贵将军等率部接受和平解决方案，使贵军及榆林一带人民咸庆解放，极为欣慰。尚望努力团结部队，加强整训，改善官兵、军民关系，为参加西北解放斗争的伟大任务而奋斗。

1949年6月9日《人民日报》在头版显著位置刊登新华社延安电：《榆林问题和平解决经过》。
榆林被中共接管后，西北军区警2旅改称中国人民解放军西北军区独立第一师，后开赴宁夏。
榆林市军事管制委员会接管查封了中華民國国防部保密局陕北站、榆林县警察局、中统榆绥党员通讯组、榆林军警联合稽查处、榆林专署视察室等特务机构，消灭其他武裝人員，整顿金融市场，解决粮荒，恢复生产，组建地毯厂、制革厂，修建榆阳大渡槽，修通小西门水门洞。榆林军分区转入对周玉清、高怀雄、钟文耀、张廷芝、王二娃等十余只各县自卫队的地主与其他武装计两千多步骑的作战。